# Gustav Weigand
Gustav Weigand (n. 1 februarie 1860, Duisburg, Regatul Prusiei – d. 8 iulie 1930, Belgershain, Imperiul German) a fost un filolog german. 
În anul 1893 a înființat, la Universitatea din Leipzig, Institutul pentru Studiul Limbii Române, care a fost, până la izbucnirea Primului Război Mondial, cel mai important centru științific din străinătate pentru studiul limbii române. Weigand a fost și primul lingvist care a cercetat, la fața locului, dialectele și graiurile limbii române, călătorind, în anii 1887 și 1909, în toate ținuturile locuite de români. El a impus în anul 1895 în lumea științifică folosirea denumirii de aromân, care a înlocuit-o pe cea limitativă de macedonean.
În anul 1892 a fost ales membru de onoare din străinatate al Academiei Române.

## Lucrările lui Gustav Weigand
- 1888: Die Sprache der Olympo-Walachen nebst einer Einleitung über Land und Leute ("Limba olimpo-valahilor, cu un preambul al țării și al locuitorilor ei"). Leipzig.
- 1892: Vlacho-Meglen. Eine ethnographisch-philologische Untersuchung („Vlaho-meglenit. O cercetare etnografică și filologică”). Leipzig.
- 1894/95: Die Aromunen. Ethnographisch-philologisch-historische Untersuchungen über das Volk der sogenannten Makedo-Romanen oder Zinzaren („Aromânii. Cercetare etnografică, filologică și istorică despre populația care-și zice macedo-romani sau țințari”). Leipzig.
- 1909: Linguistischer Atlas des dacorumänischen Sprachgebiets („Atlasul lingvistic al teritoriului dacoromân”). Leipzig.[11]

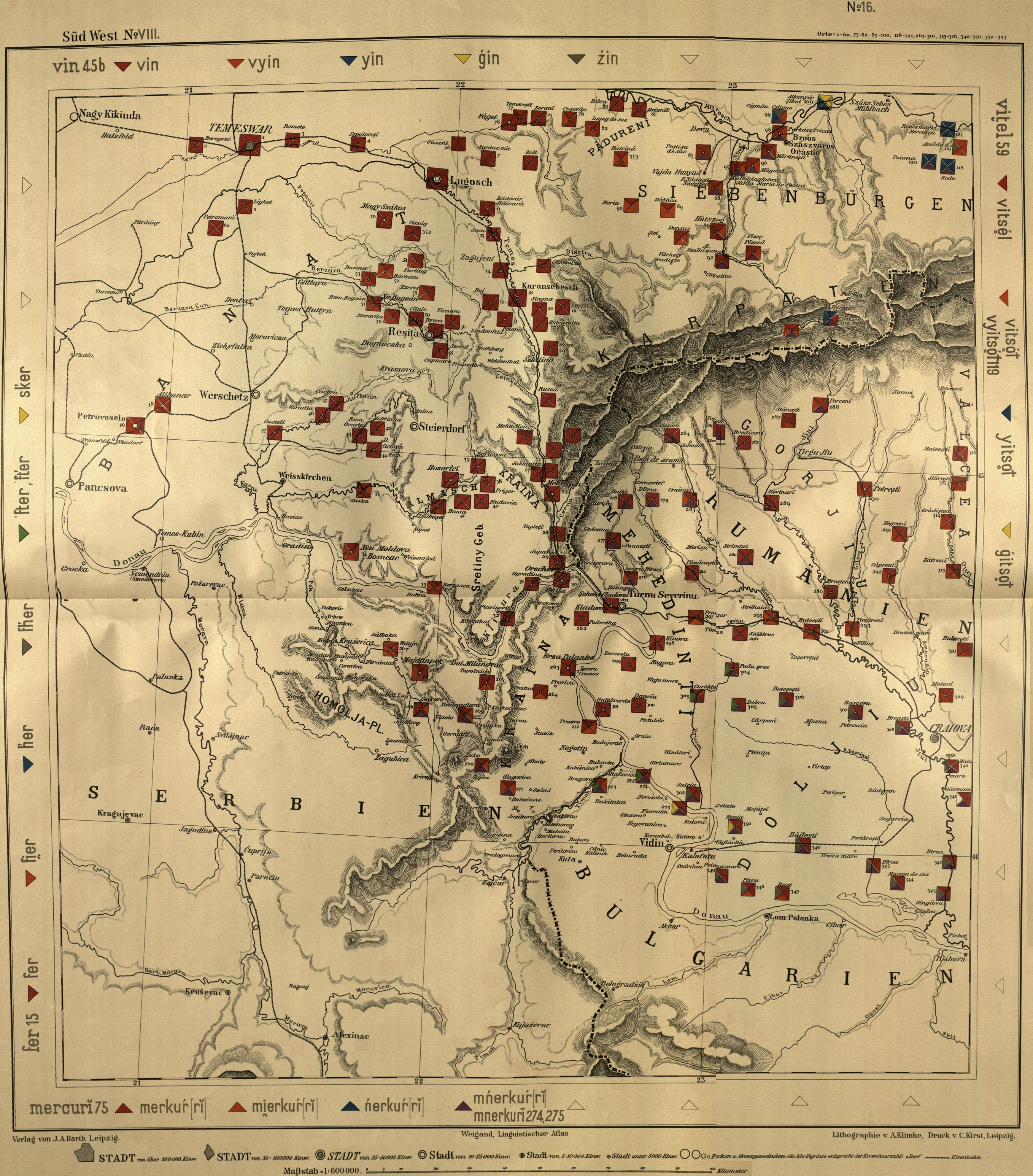
O hartă din Linguistischer Atlas des dacorumänischen Sprachgebiets

- 1913: Albanesische Grammatik im südgegischen Dialekt („Gramatica albaneză prin intermediul dialectului gheg de miazăzi”). Leipzig.
- 1913: Bǎlgarsko-Němski rěčnik („Conversația bulgaro-nemțească”). Leipzig.
- 1924: Weigand, Gustav, Ethnographie von Makedonien („Etnografia Macedoniei”). Leipzig.